# Halsband

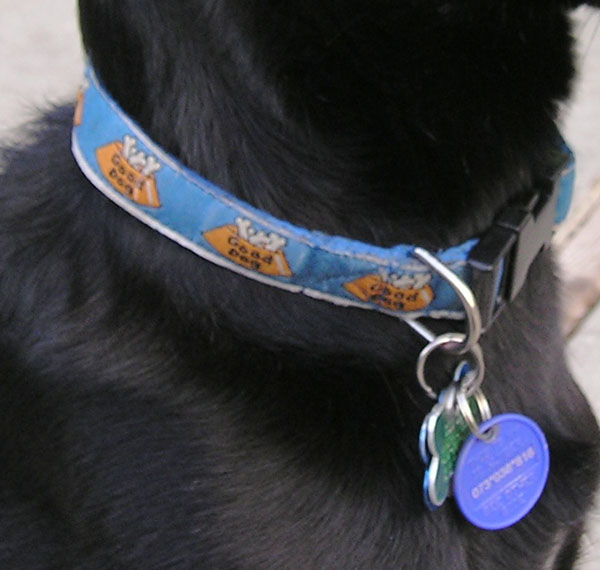
Nylon-Halsband mit Schnellverschluss, sowie Identitätsmarken

Halsbänder sind Bänder, die als Schmuckstück oder zur Fesselung um den Hals getragen werden. Zur Fesselung finden sie vor allem bei Tieren oder im BDSM-Bereich Verwendung.
Die verwendeten Materialien sind Metall, Stoff sowie verschieden farbige Ledertypen. Die weitaus bekannteste Verwendung ist das Halsband (In der Jägersprache und der Kynologie auch Halsung genannt) für Hunde.
Verschiedene Gruppen benutzen diese Art von Schmuck, um ihre Gesinnung auszudrücken. Dies ist besonders bei Furrys, Punks, Goths und ähnlichen Gruppierungen verbreitet, z. B. in Form von Nietenhalsbändern.

## Hundehalsbänder
Die bekannteste Verwendung ist das Hundehalsband. Hundehalsbänder dienen meist dem Führen oder der Bewegungseinschränkung eines Hundes. Dazu bieten sie eine oder mehrere Ösen, an denen eine Leine befestigt werden kann.
Neben dem klassischen Halsband findet man Halsbänder in unterschiedlichsten Ausführungen auf dem Markt. Dazu gehören Flohhalsbänder, Schwimmhalsbänder, Stachelhalsbänder, Elektrohalsbänder und vieles mehr. Sie sind häufig mit Hundemarken sowie Adressenanhängern versehen, um den steuerrechtlichen Verpflichtungen der Eigentümer nachzukommen (Hundesteuer) oder die Identifizierung des Tieres zu erleichtern. Zur Schonung der Luftröhre kann alternativ ein Brustgeschirr verwendet werden. Bei Jagdhunden muss vor dem Stöbern, vor der Hatz, vor der Bauarbeit und vor der Wasserarbeit das Halsband abgenommen werden, damit sie nirgends hängen bleiben können.

### Klassische Halsbänder
Klassische Halsbänder bestehen aus Materialien wie Leder, Kunstleder, Nylongewebe oder ähnlichem. Sie bieten eine Öse für die Befestigung einer Leine sowie einen Verschluss. Als Verschluss dient typischerweise eine Lasche, durch welche ein Ende des Halsbandes gezogen werden kann. Alternativ zur Lasche wird auch häufig auf eine einrastende Schnalle zurückgegriffen, welche bei Halsbändern auch als Schnellverschluss bezeichnet wird.

### Stachelhalsbänder

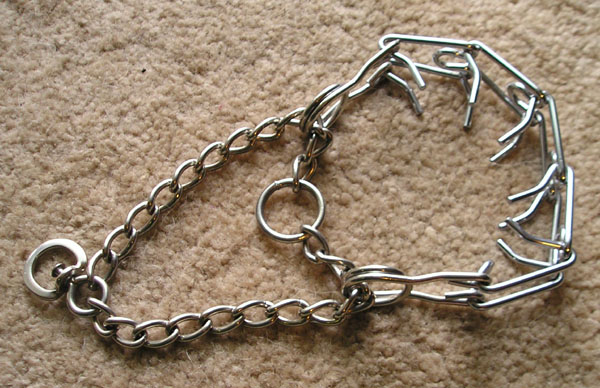
Handelsüblicher Stachelwürger 2009

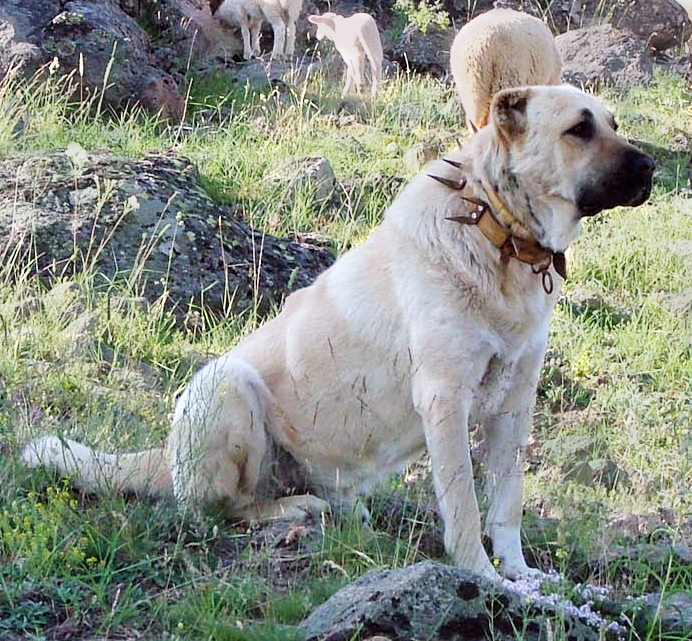
Herdenschutzhund in der Türkei. Stachelhalsband mit nach außen gerichteten Stacheln zum Schutz gegen Bisse in den Hals

Hundehalsbänder sind auch in Ausführungen mit nach innen gerichteten Stacheln und als beschränkte oder unbeschränkte Würgehalsbänder auf dem Markt. Gegen Stachelhalsbänder und unbeschränkte Würger bestehen erhebliche Bedenken aufgrund des Tierschutzes, denn anhaltende Schmerzen oder Leiden müssen vermieden werden und das Verletzungsrisiko ist nicht unerheblich. Außerdem führt bei einem Hund, der ständig an der Leine zieht, der permanent einwirkende Bestrafungsreiz zu keiner Verhaltensänderung und ist keine Alternative zu einer fachgerechten Hundeerziehung zum Laufen an lockerer Leine. Die Verwendung von Stachelhalsbändern ist in Deutschland, Österreich und der Schweiz verboten, wobei es für Diensthunde teilweise Ausnahmeregelungen gibt.
Stachelhalsbänder mit nach außen gerichteten Stacheln finden bei Herdenschutzhunden Anwendung, damit sie beim Kämpfen mit einem Wolf von diesem nicht in den Hals gebissen werden können.

### Funkgesteuerte Halsbänder

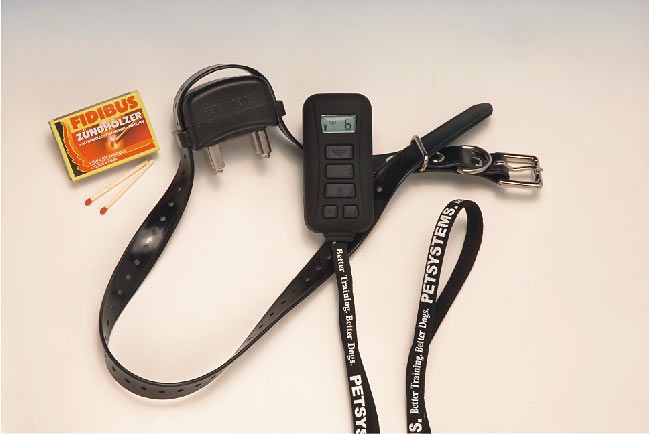
Telereizgerät: Halsband mit Empfänger und Handsender

Neben traditionellen Hundehalsbändern existieren auch funkgesteuerte Modelle, die es dem Besitzer des Tieres erlauben einen elektrischen Schlag, einen Signalton, eine Vibration oder einen Sprühstoß auszulösen. Sie sind hierzu mit einem Funkempfänger, einer Stromversorgung und Elektroden beziehungsweise einer Sprühvorrichtung ausgestattet. Im Falle von Elektrohalsbändern weisen die Elektroden zumeist die Form mehrerer am Halsband nach innen gerichteter, abgerundeter Metallstäbchen auf. Diese durchdringen das Fell des Tieres und stellen einen Kontakt zu dessen Haut her. Solche Telereizgeräte sind unter Tierschutzaspekten kritisch zu beurteilen. Sie sind in Deutschland (Tierschutzgesetz § 3 Nr. 11), Österreich und in der Schweiz verboten. Sprühhalsbänder sprühen eine geringe Dosis Spray oder Wasser an die Schnauze des Hundes. Sprayhalsbänder können üblicherweise funkgesteuert vom Hundehalter selbst ausgelöst werden, es gibt jedoch auch Varianten, die mithilfe eines kleinen Mikrofons Hundegebell erkennen und daraufhin sprühen. Sie sind auch als Antibellhalsband bekannt.

### Antiparasiten-Halsbänder
Antiparasiten-Halsbänder kennzeichnen sich dadurch, dass sie mit ihrer chemischen Imprägnierung Flöhe, Zecken und andere Parasiten von Hunden fernhalten können, wobei ihre Wirkung von der chemischen Zusammensetzung abhängt. Besonders bekannt sind beispielsweise Flohhalsbänder. Typischerweise wird ein Antiparasiten-Halsband nur als Zusatz zum einfachen Halsband getragen. Sie sind in der Regel resistent gegen Regen und werden nur über einen gewissen Zeitraum von meist drei bis sieben Monaten eingesetzt.

### Welpenhalsbänder
Welpenhalsbänder sind sehr kleine Hundehalsbänder in mehreren verschiedenen Farben. Sie besitzen keine Schnallen oder Ringe für die Leine. Meistens sind sie mit einem Klettverschluss oder elastischem Gummiband ausgestattet. Ein Wurf neu geborener Welpen wird mit den verschieden farbigen Bändern gekennzeichnet. Dies dient der Unterscheidung der Welpen von ihren Geschwistern und ermöglicht so beispielsweise, deren Gesundheitszustand zu verfolgen.

## BDSM

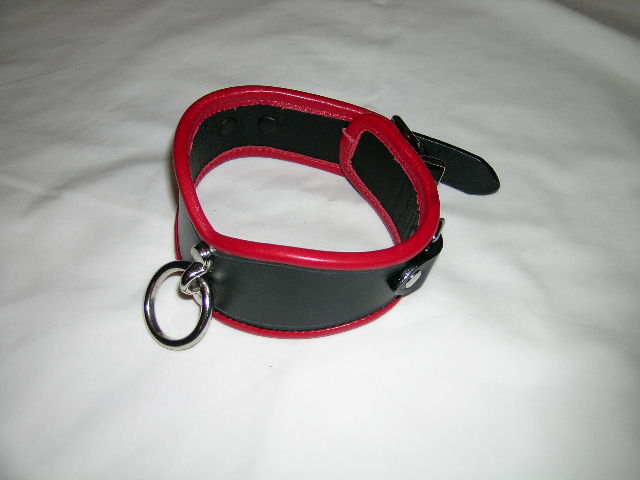
Vorderansicht eines typischen BDSM-Halsbandes mit O-Ring

Im Bereich BDSM werden Halsbänder häufig von Subs getragen. Neben der Verwendung im Rahmen von Bondage symbolisieren sie oft die Bereitschaft zur Unterwerfung oder die Zugehörigkeit zu einem Top. Je nach Zweck und symbolischer Bedeutung können die Halsbänder mit O- oder D-Ringen ausgestattet sein. Sie erlauben beispielsweise die Befestigung einer Leine an einem Halsband. Neben der funktionalen Befestigungsmöglichkeit ohne symbolische Metaebene (sogenannte „reine Arbeitshalsbänder“) können die Halsbänder und ihre Ringe für verschiedene symbolische Bedeutungen stehen.